# Air Åland
Air Åland var et ålandsk flyselskab der blev grundlagt 14. januar 2005 med det formål at skabe udgående flytrafik fra Åland til rimelige priser. Selskabet har hovedbasen i Mariehamn lufthavn, og den 29. oktober 2005 indledtes trafikken mellem Mariehamn og Helsingfors og den 13. marts 2006 mellem Mariehamn og Stockholm (Arlanda).
Den 1. juli 2012 overtog flyveselskabet  Nextjet ruterne, og Air Åland har dermed ingen egen flyvetrafik mere. Air Åland fortsætter som underleverandør til Next Jet og varetager blandt andet check in i Mariehamn og Åbo.

## Flåde
Air Åland fløj med 2 Saab 340A turbopropelfly (SE-ISR og SE-KXE) med plads til 34 passagerer. Det svenske flyselskab Avitrans Nordic AB udførte flyvningerne for Air Åland.